# Randazzo
Randazzo er en italiensk by (og kommune) i regionen Sicilien i Italien, med omkring 10.186(2023) indbyggere.  